# Ameria di Macedonia
Ameria (in greco antico: Ἀμερίας?, Amerías; III secolo a.C. – III secolo a.C.) è stato un lessicografo macedone antico.
La datazione è incerta. Ateneo lo dice più volte macedone. Non sappiamo altro della sua vita.

## Opere
Sappiamo di due opere di Ameria: il suo glossario Glosse (Γλῶσσαι) e un'altra opera il cui titolo (Ῥιζοτομικός) allude a radici. Alcuni ritengono che si trattasse di un trattato di etimologia, altri di erboristeria. La citazione che ne fa Ateneo riguarda un passo che si riferisce al nome di una pianta e non permette di sciogliere l'ambiguità del titolo.
Ci restano frammenti (essenzialmente singoli termini, che avevano costituito voci delle opere di Ameria) riportati da Esichio e soprattutto da Ateneo. Essi costituiscono un'importante fonte sull'antica lingua macedone.
| Controllo di autorità | VIAF (EN) 74241875 · CERL cnp00283314 · GND (DE) 102378983 |